# Делагарди, Реджинальд Джон
Реджинальд Джон Делагарди (англ. Reginald John Delargey; 10 декабря 1914, Тимару, Новая Зеландия — 29 января 1979, Окленд, Новая Зеландия) — новозеландский кардинал. Титулярный епископ Иримы и вспомогательный епископ Окленда с 25 ноября 1957 по 1 сентября 1970. Епископ Окленда с 1 сентября 1970 по 25 апреля 1974. Архиепископ Веллингтона с 25 апреля 1974 по 29 января 1979. Кардинал-священник с титулом церкви Иммаколата-аль-Тибуртино с 24 мая 1976.